# Richard Exner (Politiker)
Johann Heinrich Louis Richard Exner (* 14. Juni 1885 in Kassel; † 6. April 1945 ebenda) war ein deutscher Politiker (NSDAP) und Abgeordneter des Provinziallandtags der Provinz Hessen-Nassau.

## Leben
Richard Exner wurde als Sohn des Schneidermeisters Johann Henrich Louis Exner und dessen Ehefrau Johanna Kaiser geboren. Er wurde Beamter bei der Deutschen Reichspost, musste Kriegsdienst leisten und wurde mit dem Eisernen Kreuz II. Klasse ausgezeichnet. Er betätigte sich politisch und trat zum 1. November 1931 in die NSDAP ein (Mitgliedsnummer 699.016), wurde Ortsgruppenleiter in Kassel-Harleshausen und schließlich Kreisamtsleiter für Kommunalpolitik. 1933 wurde er Mitglied des Kurhessischen Kommunallandtages des preußischen Regierungsbezirks Kassel. Im Provinziallandtag der Provinz Hessen-Nassau war er Mitglied des Landesausschusses und des Rechnungsprüfungsausschusses. Bereits am 7. April 1933 legte er sein Mandat nieder. Karl Richard Adam wurde sein Nachfolger.
Am 6. April 1945 nahm er sich das Leben.